# Tess Johnson
Tess Johnson (Vail, 19 giugno 2000) è una sciatrice freestyle statunitense, specialista nelle gobbe.

## Biografia
Tess Johnson ha esordito in Coppa del Mondo nel febbraio 2016 a Deer Valley. Nel 2018 ha preso parte ai XXIII Giochi olimpici invernali a Pyeongchang, venendo eliminata nel secondo turno della finale e classificandosi dodicesima nella gara di gobbe. Ha vinto la medaglia di bronzo nelle gobbe in parallelo ai Mondiali di Park City 2019.

## Palmarès

### Mondiali
- 2 medaglie:
  - 2 bronzi (gobbe in parallelo a Park City 2019; gobbe in parallelo a Engadina 2025)

### Mondiali juniores
- 1 medaglia:
  - 1 argento (gobbe ad Åre 2016)

### Coppa del Mondo
- Miglior piazzamento nella Coppa del Mondo generale di gobbe: 5ª nel 2019 e nel 2022
- 10 podi:
  - 2 vittorie
  - 8 terzi posti

#### Coppa del Mondo - vittorie
| Data             | Luogo    | Paese      | Disciplina |
| ---------------- | -------- | ---------- | ---------- |
| 4 marzo 2018     | Tazawako | Giappone   | DM         |
| 28 febbraio 2025 | Almaty   | Kazakistan | MO         |

Legenda:

DM = gobbe in parallelo